# Cavaia
Cavaia ou Kavalje (albanais : Kavajë ou Kavaja) est une municipalité du district de Kavajë en Albanie.
En 2011, la ville comptait 40 094 habitants. Le club de sport KS Besa Kavajë dépend de la ville.